# Praxis (revue)
 (novembre 2014).
Si vous disposez d'ouvrages ou d'articles de référence ou si vous connaissez des sites web de qualité traitant du thème abordé ici, merci de compléter l'article en donnant les références utiles à sa vérifiabilité et en les liant à la section « Notes et références ».
Praxis est une revue médicale publiée en Suisse sous forme hebdomadaire, connue aussi sous le nom de Schweizerische Rundschau für Medizin ou Revue Suisse de médecine, créée en 1909/11 et publiée dès 1912, en principe en allemand et en français, voire en italien. Elle est dotée d'une rédaction usant du principe de l'évaluation par les pairs en vue de la formation continue du milieu professionnel médical. Elle est inscrite dans Medline, Embase et Scopus. La revue comporte entre autres les rubriques Continuous Medical Education et Diagnose.
Les éditeurs en sont Edouard Battegay (responsable commercial ; initialement : Édouard Jéquier-Doge), Reto Nuesch, Johann Steurer et Bernard Waeber.

## Histoire de la publication
La Revue suisse de médecine parait pour la première fois épisodiquement en 1909 et se développe dès 1923 sous le titre de Praxis, sa première année complète de publication ne s'affirme qu'en 1912. Un rapport avec la première thymectomie réalisée par Ferdinand Sauerbruch, et la constitution du cercle scientifique en l'occurrence rattaché à l'hôpital universitaire de Zürich corrélé dans un esprit interdisciplinaire avec le conseil scientifique lié à l'École polytechnique fédérale de Zurich parait attesté rétroactivement en 1923-1925 lors de l'adoption du titre complémentaire.
De 1923 à 1955, la revue porte le titre de Praxis: Revue suisse de médecine et parait aux Éditions Hans-Huber-Verlag à Berne. Dès 1956, un changement d'éditeur s'impose et la publication de la revue est confiée sous le même titre à Hallwag toujours à Berne. En 1970 et jusqu'en 1994, cet organe s'intitule Revue suisse de médecine PRAXIS avant de reprendre le titre initial, toujours chez l'éditeur Hallwag puis, dès septembre 1996 ä nouveau chez Hans-Huber-Verlag.

Le changement de 1956 pourrait être motivé par une reprise du pouvoir  interdisciplinaire sur le thème de 1911/1925 que nous attesterait ici un article du mathématicien, méthodologiste et philosophe des sciences Ferdinand Gonseth, publié le 14 juin 1956 (no 24) sous le titre De l'homme, médecine et philosophie immédiatement suivi par l'orientation de M. Vuillet sur les Erreurs de diagnostic en chirurgie donnée en conférence le 24 novembre 1955 lors d'un cours de perfectionnement organisé par la Société vaudoise de médecine avec le concours de la Faculté de médecine de Lausanne, citant Voltaire dans Le Philosophe ignorant (Chapitre XXV du tome I).  
Jusqu'en 2007, la dite revue parait hebdomadairement. Dès 2008, elle est imprimée toutes les deux semaines.